# Vezo
Vezo ili Vezu, jedan malgaških naroda, broje 254 000 pripadnika koji su poznati ribari sa zapadne obale Madagaskara. Kao i njihovi susjedi Sakalave govore malgaškim makrojezikom. Pretežno ispovijedaju animizam i kršćanstvo.

## Povijest
Vezo su narod malajsko-indonežanskog podrijetla, njih Malgaši zovu nomadima mora jer znaju ostati po nekoliko dana na moru u svojim malim pirogama u potrazi za riboma. Danas mnogi smatraju da su Vezo samo dio naroda Sakalava, s čijom poviješću su uvijek bili neposredno povezani.

## Geografska rasprostranjenost
Vezoi danas žive u svojim malim ribarskim naseljima raštrkani duž zapadne obale Mozambičkog kanala, od mjesta Anakaoa (50 km južno od grada Toliare) sve do 400 km sjevernijeg grada Morondave.

## Društvo, običaji kultura
Muški članovi plemena Vezo i danas se uglavnom bave ribarstvom, u svojim malim pirogama (lakanas) na jedra. Njihove se žene bave skupljanjem školjki i ostalih plodova mora uz obalu. U posljednje vrijeme bave se i turizmom, ugostiteljstvom i trgovinom. Održavaju snažne obiteljske veze, seoske starješne uživaju veliki ugled u zajednici i njihove odluke se poštuju. Pomažu se međusobno, pa tako npr. svi članovi zajednice grade brod za novostasalog člana zajednice. Jedan od njihovih specifičnih običaja je lov na morske kornjače, koji je za njih obred. Nakon što je ulove, svečano je zakolju na žrtveniku i njeno meso podijele isključivo muškim članovima zajednice. Cijeli obred smatraju svetom dužnošću prema svojim precima.
Za razliku od većine Malgaša,X Vezo ne prakticiraju obrezivanje.

## Vanjske poveznice
- O narodu Vezo na portalu Ikuska
- Fotoreportaža o lovu na morske pse na Madagaskaru